# Xilutian
Xilutian (kinesiska: 西露天, 西露天街道) är en socken i Kina. Den ligger i den autonoma regionen Inre Mongoliet, i den norra delen av landet, omkring 650 kilometer öster om regionhuvudstaden Hohhot. Antalet invånare är 17365. Befolkningen består av 8 715 kvinnor och 8 650 män. Barn under 15 år utgör 11,0 %, vuxna 15-64 år 70 %, och äldre över 65 år 18,0 %.
Genomsnittlig årsnederbörd är 625 millimeter. Den regnigaste månaden är juni, med i genomsnitt 162 mm nederbörd, och den torraste är januari, med 2 mm nederbörd.